# Ângelo Canuto
Ângelo Canuto (nascido Ângelo Marcos Canuto da Silva em Guaianases, São Paulo) é um empresário, escritor, palestrante e ex-policial militar brasileiro. Sua notória e complexa trajetória de vida o levou de uma infância na periferia paulistana à Tropa de Choque da Polícia Militar e, subsequentemente, a um envolvimento com o crime que resultou em duas condenações e um total de quinze anos de encarceramento. Após cumprir suas penas, reinventou-se como empresário nos ramos do futebol e da música, além de se tornar autor de um livro autobiográfico e palestrante. Sua história, que abrange os extremos da lei e do crime, ganhou ampla notoriedade na mídia nacional e terá sua biografia adaptada para uma série de televisão.

## Biografia

### Origens e Juventude
Nascido e criado no distrito de Guaianases, na extrema Zona Leste de São Paulo, Ângelo Canuto teve uma infância marcada pelas dificuldades da periferia. Ele não conheceu seu pai biológico e, em entrevistas, relatou que sua primeira figura paterna foi um traficante local, o que o expôs precocemente a um ambiente de criminalidade.

### Carreira Policial e Primeiro Envolvimento Criminal
Em 1993, aos 20 anos, Canuto ingressou na Polícia Militar do Estado de São Paulo por meio de concurso público. Escolheu servir no 2º Batalhão de Choque, motivado pela paixão por futebol, já que a unidade era responsável pelo policiamento em estádios. Contudo, em paralelo à carreira policial, Canuto começou a se envolver em atividades ilícitas, liderando uma quadrilha composta por outros policiais.

### Primeira Prisão e Ressocialização
Seu envolvimento com o crime culminou na primeira prisão em 1997, sob a acusação de concussão e extorsão mediante sequestro, o que levou à sua expulsão da corporação. Após um período foragido, foi capturado em 2001. Cumpriu uma pena de 10 anos, passando por 17 presídios diferentes, onde teve contato com figuras proeminentes do Primeiro Comando da Capital (PCC), como Marcola. Durante o regime semiaberto, decidiu buscar a ressocialização através da educação, formando-se em Administração de Empresas. Posteriormente, já em liberdade, concluiu um MBA em Gestão e Marketing Esportivo.

## Carreira

### Início no Empresariado e a Plus Sports
Após sua formação, Canuto ingressou no mundo dos negócios como empresário de jogadores de futebol e artistas de funk, fundando a empresa Plus Sports. Um de seus casos de maior notoriedade foi o agenciamento do atacante Luciano, então no Corinthians, cuja negociação e disputa judicial por direitos econômicos geraram intensa cobertura da imprensa esportiva. Ele também criou a Stillos Express, uma empresa de logística especializada em entregas em áreas de risco, utilizando seu conhecimento sobre a dinâmica das periferias.

### Fênix Esportes e Novos Empreendimentos
Após sua segunda passagem pelo sistema prisional, Canuto fundou a Fênix Esportes. O nome, uma alusão à ave mitológica, simboliza sua própria jornada de reconstrução e sua filosofia de trabalho: recuperar atletas de talento em momentos difíceis de suas carreiras.

### Palestrante e Mentor
Sua trajetória singular o transformou em um requisitado palestrante. Canuto compartilha sua história em empresas, eventos e clubes de futebol, abordando temas como superação e resiliência. Ele também atua como mentor para atletas e artistas.

## Controvérsias

### Operação Oversea
Em 2014, Ângelo Canuto foi preso pela segunda vez na Operação Oversea, da Polícia Federal, que investigava uma rede de tráfico internacional de drogas através do Porto de Santos. As investigações apontaram Canuto como um dos "corretores" do esquema, que enviaria cocaína para a Europa.[carece de fontes?] A acusação sustentava que sua empresa, a Plus Sports, seria usada para lavar o dinheiro do tráfico. Canuto nega a acusação de ser traficante, afirmando ter sido condenado por organização criminosa, e não por tráfico de drogas. Cumpriu quatro anos e meio em regime fechado, obtendo a liberdade em agosto de 2018.

## Obras Publicadas
- Extracampo: na ótica do cárcere (2023, Editora Dialética) - ISBN 978-65-252-8730-9

Em seu livro autobiográfico, Canuto narra sua jornada da infância à reinvenção, detalhando suas experiências como policial, criminoso e presidiário, e oferecendo uma perspectiva interna sobre o sistema carcerário brasileiro.

## Mídia e Cultura Popular
A história de Ângelo Canuto despertou grande interesse da mídia. Ele concedeu entrevistas a programas de grande audiência, como o Provoca, na TV Cultura, e o Flow Podcast, onde seus relatos alcançaram milhões de espectadores.
No final de 2023, foi anunciado que sua biografia será adaptada para uma série de televisão pela Boutique Filmes, produtora de sucessos como 3% e Onisciente, distribuídas pela Netflix.

## Vida Pessoal
Ângelo Canuto é casado com Patrícia Canuto e tem uma filha, Brenda. Ele também é avô de duas netas.